# Ecclitica hemiclista
Ecclitica hemiclista es una especie de polilla de la familia Tortricidae. Se encuentra en Nueva Zelanda.